# اوفاجیک‌اورن (امام‌اغلو)
اوفاجیک‌اورن (به ترکی استانبولی: Ufacıkören) یک منطقهٔ مسکونی در ترکیه است که در امام‌اغلو واقع شده‌است.